# Grêmio Recreativo Serrano
Grêmio Recreativo Serrano é uma agremiação esportiva de Campina Grande, no Estado da Paraíba, fundada a 20 de setembro de 1989 por Milk, que se tornaria o primeiro presidente. A data foi em homenagem ao aniversário do filho mais velho. O time é famoso por ter sido o primeiro clube formador do atleta Hulk.
Atualmente, o Grêmio Recreativo Serrano disputa a terceira divisão da Paraíba em parceria com a Sociedade Recreativa Monteirense (Socremo), dando assim origem ao Socremo Serrano Monteiro. O clube vai jogar no Estádio Feitosão, na cidade de Monteiro, e conta com a parceria da Prefeitura do município, o que marca um retorno significativo do futebol profissional à região.

## História
Antes sediada em Serra Redonda, a agremiação filiou-se a Liga Campinense de Futebol (LCF) em 1993. Em 1998, profissionalizou-se, filiando-se a Federação Paraibana de Futebol e Confederação Brasileira de Futebol.
Atuou na 1ª Divisão de 1999 a 2003. Voltou a participar de uma competição oficial no ano de 2005, disputando a segunda divisão. 
Depois de cinco anos afastado, o Lobo da Serra voltou a jogar profissionalmente no segundo semestre de 2011, disputando a segunda divisão do Campeonato Paraibano. Atualmente presidido por Valdir Cabral, o Serrano passou a mandar suas partidas no estádio Amigão, em Campina Grande.
No ano de 2017 a equipe terminou na sexta posição da elite do campeonato paraibano, entretanto se manteve por boa parte do campeonato na quarta posição mostrando um futebol bem cadenciado.
Em 2018 ficou em 3º lugar no Campeonato Paraibano, conquistando a vaga para disputar a série D do brasileirão 2019.
Sua campanha na Série D do brasileirão 2019 foi desastrosa. Foram 6 jogos e 6 derrotas, tomou 28 gols e fez apenas 2. Terminou na 4º colocação do grupo e na 68° e ultima posição na classificação geral. Acabou se tornando o time que fez a pior campanha da Série D do brasileirão 2019 e também de todas as divisões do Brasileiro.

## Títulos
| Estaduais  | Estaduais                              | Estaduais | Estaduais   |
|            | Competição                             | Títulos   | Temporadas  |
| ---------- | -------------------------------------- | --------- | ----------- |
|            | Campeonato Paraibano - Segunda Divisão | 1         | 1998        |
| Municipais |                                        |           |             |
|            | Competição                             | Títulos   | Temporadas  |
|            | Taça Cidade de Campina Grande          | 2         | 2000 e 2002 |